# Finland op de Paralympische Winterspelen 2018
Finland was een van de landen die deelnam aan de Paralympische Winterspelen 2018 in Pyeongchang, Zuid-Korea.

## Medailleoverzicht
| Sport       | Paralympiër       | Onderdeel                  | Medaille |
| ----------- | ----------------- | -------------------------- | -------- |
| Snowboarden | Matti Suur-Hamari | Snowboardcross, SB-LL2 (m) | Goud     |
|             |                   |                            |          |
| Langlaufen  | Ilkka Tuomisto    | 1.1 km sprint, zittend (m) | Brons    |
| Snowboarden | Matti Suur-Hamari | Slalom, SB-LL2 (m)         | Brons    |

## Deelnemers en resultaten
(m) = mannen, (v) = vrouwen 

### Alpineskiën
| Paralympiër     | Onderdeel                   | Resultaat | Prestatie |
| --------------- | --------------------------- | --------- | --------- |
| Santeri Kiiveri | Afdaling, staand (m)        | 13e       | 1:30.64   |
| Santeri Kiiveri | Super G, staand (m)         | 11e       | 1:30.03   |
| Santeri Kiiveri | Supercombinatie, staand (m) | 6e        | 2:17.78   |
| Santeri Kiiveri | Reuzenslalom, staand (m)    | 6e        | 2:16.26   |
| Santeri Kiiveri | Slalom, staand (m)          | 4e        | 1:39.75   |

### Biatlon
| Paralympiër   | Onderdeel            | Resultaat | Prestatie      |
| ------------- | -------------------- | --------- | -------------- |
| Juha Harkonen | 7.5 km, staand (m)   | 13e       | 22:12.1        |
| Juha Harkonen | 12.5 km, staand (m)  | 10e       | 43:43.0        |
| Juha Harkonen | 15 km, staand (m)    | 14e       | 55:25.6        |
|               |                      |           |                |
| Sini Pyy      | 6 km, zittend (v)    | DNF       | Niet gefinisht |
| Sini Pyy      | 12.5 km, zittend (v) | 14e       | 1:06:35.9      |

### Langlaufen
| Paralympiër                                             | Onderdeel                                          | Resultaat | Prestatie |
| ------------------------------------------------------- | -------------------------------------------------- | --------- | --------- |
| Inkki Inola Gids: Vili Sormunen                         | 1.5 km sprint klassieke stijl, visueel beperkt (m) | 7e        | 3:52.1    |
| Inkki Inola Gids: Vili Sormunen                         | 10 km klassieke stijl, visueel beperkt (m)         | 8e        | 26:38.2   |
| Inkki Inola Gids: Vili Sormunen                         | 20 km vrije stijl, visueel beperkt (m)             | 10e       | 0:54:10.5 |
| Rudolf Klemetti Gids: Jaakko Kallunki                   | 1.5 km sprint klassieke stijl, visueel beperkt (m) | 17e       | 4:28.4    |
| Rudolf Klemetti Gids: Jaakko Kallunki                   | 10 km klassieke stijl, visueel beperkt (m)         | 14e       | 29:05.4   |
| Rudolf Klemetti Gids: Jaakko Kallunki                   | 20 km vrije stijl, visueel beperkt (m)             | 12e       | 0:58:05.6 |
| Ilkka Tuomisto                                          | 1.5 km sprint klassieke stijl, staand (m)          | Brons     | 3:42.0    |
| Ilkka Tuomisto                                          | 10 km klassieke stijl, staand (m)                  | 5e        | 24:43.3   |
|                                                         |                                                    |           |           |
| Sini Pyy                                                | 1.1 km sprint, zittend (v)                         | 13e       | 3:55.5    |
| Sini Pyy                                                | 5 km, zittend (v)                                  | 14e       | 19:39.4   |
|                                                         |                                                    |           |           |
| Inkki Inola Gids: Vili Sormunen Sini Pyy Ilkka Tuomisto | 4 x 2.5 km, estafette gemengd                      | 10e       | 28:11.0   |

### Rolstoelcurling
| Paralympiër                                                                                | Onderdeel     | Resultaat | Prestatie |
| ------------------------------------------------------------------------------------------ | ------------- | --------- | --- |
| Yrjo Tapani Jaaskelainen Markku Karjalainen Sari Karjalainen Vesa Leppanen Riitta Sarosalo | Team, gemengd | 11e       | Groepsfase (11e) SVK - FIN: 7 - 6 NPA - FIN: 12 - 5 GBR - FIN: 9 - 2 FIN - USA: 8 - 5 FIN - CHN: 4 - 6 FIN - KOR: 3 - 11 FIN - SUI: 7 - 10 FIN - SWE: 6 - 5 NOR - FIN: 6 - 4 FIN - GER: 4 - 8 CAN - FIN: 8 - 4 |

### Snowboarden
| Paralympiër       | Onderdeel                  | Resultaat | Prestatie |
| ----------------- | -------------------------- | --------- | --------- |
| Matti Sairanen    | Snowboardcross, SB-UL (m)  | 17e       | 1:07.89   |
| Matti Sairanen    | Slalom, SB-UL (m)          | 20e       | 1:02.45   |
| Matti Suur-Hamari | Snowboardcross, SB-LL2 (m) | Goud      | 0:58.35   |
| Matti Suur-Hamari | Slalom, SB-LL2 (m)         | Brons     | 0:49.51   |

Andorra · Argentinië · Armenië · Australië · België · Bosnië en Herzegovina · Brazilië · Bulgarije · Canada · Chili · China · Denemarken · Duitsland · Finland · Frankrijk · Georgië · Griekenland · Groot-Brittannië · Hongarije · IJsland · Iran · Italië · Japan · Kazachstan · Kroatië · Mexico · Mongolië · Nederland · Nieuw-Zeeland · Noord-Korea · Noorwegen · Oekraïne · Oezbekistan · Oostenrijk · Polen · Roemenië · Servië · Slovenië · Slowakije · Spanje · Tadzjikistan · Tsjechië · Turkije · Verenigde Staten · Wit-Rusland · Zuid-Korea · Zweden · Zwitserland
Neutrale paralympische atleten